# Société des traversiers du Québec
Die Société des traversiers du Québec (STQ) ist ein Verkehrsunternehmen der Regierung der kanadischen Provinz Québec. Es betreibt verschiedene Fährverbindungen auf dem Sankt-Lorenz-Strom und auf dem Rivière Saguenay. Das im Jahr 1971 gegründete Unternehmen bietet zurzeit neun Fährverbindungen an. Im Fiskaljahr 2012/13 zählte es 588 Angestellte und besaß 18 Schiffe; diese beförderten 5,43 Millionen Passagiere und 2,78 Millionen Fahrzeuge. Verschiedene Subunternehmer bieten im Auftrag der STQ weitere Fährverbindungen an.

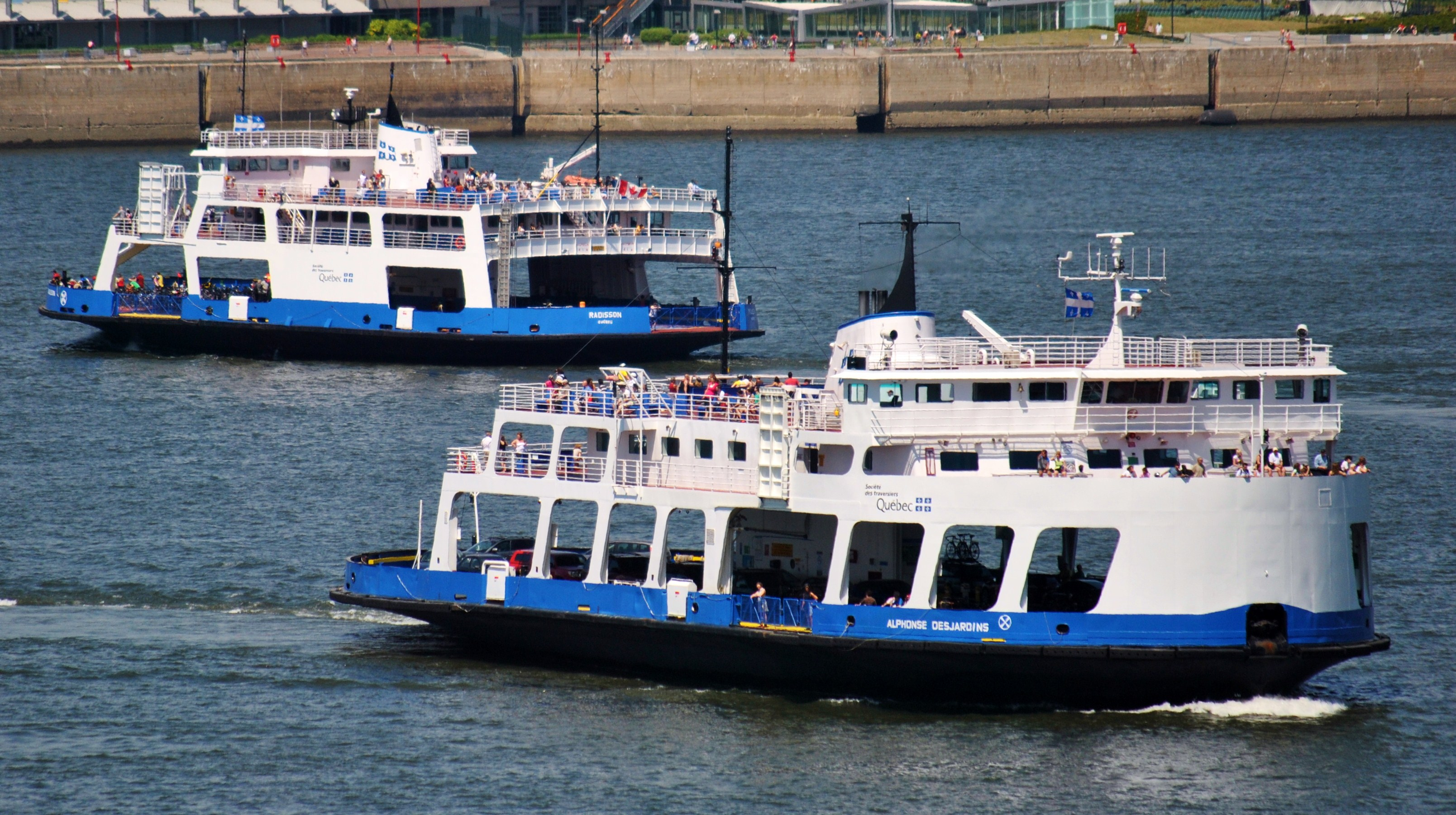
Fährschiffe Radisson und Alphonse-Desjardins zwischen Québec und Lévis

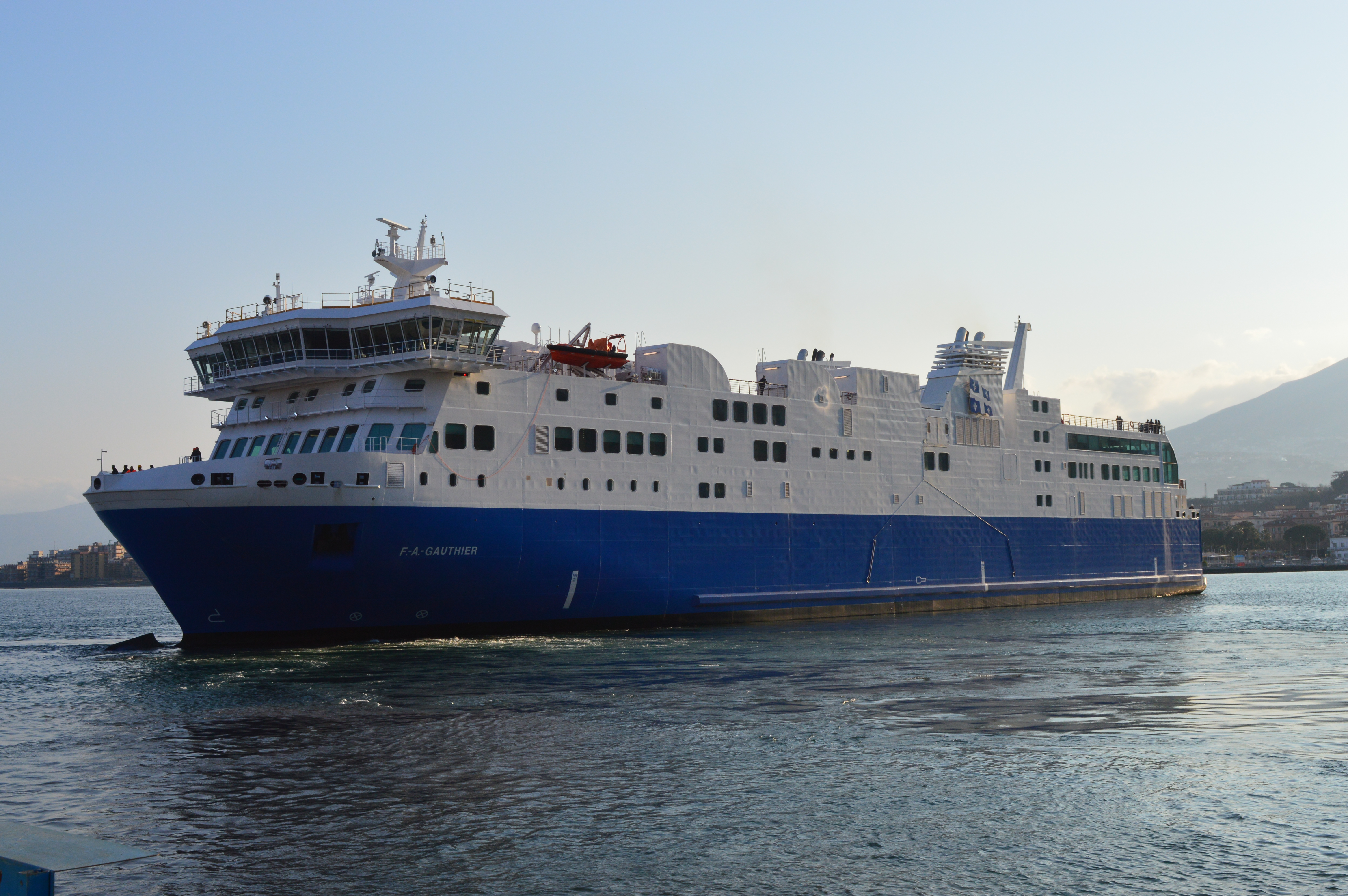
Ro-Pax-Fähre F.-A.-Gauthier

## Fährverbindungen
Betrieb in eigner Regie (Stand: August 2014):
| Strecke                                      | Länge   | Fahrzeit   |
| -------------------------------------------- | ------- | ---------- |
| Sorel-Tracy – Saint-Ignace-de-Loyola         | 1,6 km  | 10 min     |
| Québec – Lévis                               | 1 km    | 10 min     |
| L’Isle-aux-Grues – Montmagny                 | 8 km    | 25 min     |
| L’Isle-aux-Coudres – Saint-Joseph-de-la-Rive | 3,7 km  | 15 min     |
| Tadoussac – Baie-Sainte-Catherine            | 1,6 km  | 10 min     |
| Matane – Baie-Comeau                         | 62,1 km | 2 h 20 min |
| Matane – Godbout                             | 55,3 km | 2 h 10 min |
| Harrington Harbour – Chevery                 |         |            |
| Rivière Saint-Augustin                       |         |            |

Betrieb mit Partnerunternehmen (Stand: August 2014):
| Strecke                                                 | Partner             |
| ------------------------------------------------------- | ------------------- |
| L’Isle-Verte – Notre-Dame-des-Sept-Douleurs             | Société Inter-Rives |
| Chandler/Matane – Cap-aux-Meules (Îles de la Madeleine) | CTMA                |
| Rivière-du-Loup – Saint-Siméon                          | Traverse RDL        |
| Basse-Côte-Nord – Anticosti                             | Relais Nordik       |
| Île d’Entrée – Cap-aux-Meules (Îles de la Madeleine)    | CTMA                |